# Krainberg (Gemeinde Brückl)
Krainberg ist eine Ortschaft in der Gemeinde Brückl im Bezirk Sankt Veit an der Glan in Kärnten. Die Ortschaft hat 6 Einwohner (Stand 1. Jänner 2024).

## Lage
Die Ortschaft liegt im Brückler Bergland, im Nordwesten der Gemeinde Brückl, auf dem Gebiet der Katastralgemeinde Brückl. Die Höfe Rabe und Ebenbauer liegen am Krainbergfeld, einem Plateau linksseitig oberhalb der Gurk, nahe der Seeberg Straße (B 82). Die übrigen zur Ortschaft gehörenden Häuser liegen weit verstreut an den Hängen des Harter Bergs (762 m), des Granikogels (892 m) und Krainbergs (914 m) sowie des Permatschs (874 m), sind nur auf unbefestigten Wegen erreichbar und dienen infolge der Land- und Höhenflucht großteils nicht mehr als Hauptwohnsitze.
In der Ortschaft werden folgende Hofnamen verwendet: Rabe (Nr. 1), Ebenbauer (Nr. 2), Wichter (Nr. 3), Groni (Nr. 5), Haas (Nr. 6), Bleier (Nr. 7) und Granleitner (Nr. 8).

## Geschichte
In der ersten Hälfte des 19. Jahrhunderts gehörte der Ort zum Steuerbezirk Osterwitz. Seit Gründung der Ortsgemeinden im Zuge der Reformen nach der Revolution 1848/49 gehört Krainberg zur Gemeinde Brückl, die bis 1915 den Namen St. Johann am Brückl trug.

## Bevölkerungsentwicklung
Für die Ortschaft ermittelte man folgende Einwohnerzahlen:
- 1869: 9 Häuser, 72 Einwohner[3]
- 1880: 9 Häuser, 76 Einwohner[4]
- 1890: 9 Häuser, 63 Einwohner[5]
- 1900: 9 Häuser, 41 Einwohner[6]
- 1910: 11 Häuser, 62 Einwohner[7]
- 1923: 8 Häuser, 39 Einwohner[8]
- 1934: 36 Einwohner[9]
- 1961: 10 Häuser, 40 Einwohner[10]
- 2001: 10 Gebäude (davon 5 mit Hauptwohnsitz) mit 6 Wohnungen; 24 Einwohner und 0 Nebenwohnsitzfälle; 6 Haushalte; 0 Arbeitsstätten, 4 land- und forstwirtschaftliche Betriebe[11]
- 2011: 10 Gebäude, 9 Einwohner, 5 Haushalte, 2 Arbeitsstätten[12]
- 2021: 9 Gebäude, 6 Einwohner, 4 Haushalte, 2 Arbeitsstätten[13]